# آورد، نورث‌آمبرلند
آورد (به انگلیسی: Ord) یک روستا و محله مدنی در بریتانیا است که در نورث‌آمبرلند واقع شده‌است. آورد ۱٬۳۷۴ نفر جمعیت دارد.